# Thomas Gold
Thomas Gold (Bécs, 1920. május 22. – Ithaca, New York, 2004. június 22.) osztrák származású brit csillagász. A Royal Society és a National Academy of Sciences tagja. Foglalkozott többek között biofizikával, csillagászattal és geofizikával.

## Életpályája
Fiatalon Angliába ment tanulni a Trinity College Cambridge-be. 1947-től már ott is tanított. Herman Bondi, Fred Hoyle és ő fogalmazták meg az állandó állapotú (Steady State) kozmológiai modellt. 1952-ben a Greenwich-i Obszervatórium munkatársa lett. 1957-ben a Harvard, majd a Cornell egyetemen professzor csillagászatból. 1959 és 1982 között a Rádiófizikai és Űrkutatási Központ igazgatója.

## Válogatott munkák
- Pumphrey, R. J. & Gold, T. (1947), "Transient reception and the degree of resonance of the human ear", Nature 160 (4056):  124–125, ISSN 0028-0836, DOI 10.1038/160124b0.
- Pumphrey, R. J. & Gold, T. (1948), "Hearing. I. The Cochlea as a Frequency Analyzer", Proceedings of the Royal Society, Series B, Biological Sciences 135 (881):  462–491, ISSN 0080-4649, doi:10.1098/rspb.1948.0024, <http://www.jstor.org/stable/82558>.
- Gold, T. (1948), "Hearing. II. The Physical Basis of the Action of the Cochlea", Proceedings of the Royal Society, Series B, Biological Sciences 135 (881):  492–498, ISSN 0080-4649, doi:10.1098/rspb.1948.0025, <http://www.jstor.org/stable/82559>.
- Bondi, H. & Gold, T. (1948), "The Steady-State Theory of the Expanding Universe", Monthly Notices of the Royal Astronomical Society 108:  252–270, ISSN 1365-2966, <http://adsabs.harvard.edu/full/1948MNRAS.108..252B>.
- Gold, T. (1955), "Instability of the Earth's Axis of Rotation", Nature 175 (4456):  526–529, ISSN 0028-0836, DOI 10.1038/175526a0.
- Gold, T. (1959), "Motions in the Magnetosphere of the Earth", Journal of Geophysical Research 64 (9):  1219–1224, ISSN 0148-0227, DOI 10.1029/JZ064i009p01219.
- Gold, T. & Hoyle, F. (1960), "On the origin of solar flares", Monthly Notices of the Royal Astronomical Society 120:  89–105, ISSN 1365-2966, <http://adsabs.harvard.edu/full/1960MNRAS.120...89G>.
- Gold, T. (1962), "The Arrow of Time", American Journal of Physics 30 (6):  403–410, ISSN 0002-9505, DOI 10.1119/1.1942052.
- Gold, T. (1969), "Rotating neutron stars and the nature of pulsars", Nature 221 (5175):  25–27, ISSN 0028-0836, DOI 10.1038/221025a0.
- Gold, T. (1971), "The Nature of the Lunar Surface: Recent Evidence", Proceedings of the American Philosophical Society 115 (2):  74–82, ISSN 0003-049X.
- Gold, T. (1979), "Terrestrial sources of carbon and earthquake outgassing", Journal of Petroleum Geology 1 (3):  3–19, ISSN 0141-6421, DOI 10.1111/j.1747-5457.1979.tb00616.x.
- Gold, T. & Soter, S. (1980), "The deep earth gas hypothesis", Scientific American 242 (6):  155–161, ISSN 0036-8733.
- Gold, T. & Soter, S. (1982), "Abiogenic methane and the origin of petroleum", Energy Exploration & Exploitation 1 (2):  89–104, ISSN 0144-5987.
- Gold, T. (1992), "The Deep, Hot Biosphere", Proceedings of the National Academy of Sciences 89 (13):  6045–6049, ISSN 1091-6490, doi:10.1073/pnas.89.13.6045, <http://www.pnas.org/content/89/13/6045.full.pdf+html>.
- Gold, T. (1999), The Deep Hot Biosphere, New York: Springer, ISBN 0-387-98546-8.

## Külső linkek
- Pumphrey, R. J. & Gold, T. (1947), "Transient reception and the degree of resonance of the human ear", Nature 160 (4056):  124–125, ISSN 0028-0836, DOI 10.1038/160124b0.
- Pumphrey, R. J. & Gold, T. (1948), "Hearing. I. The Cochlea as a Frequency Analyzer", Proceedings of the Royal Society, Series B, Biological Sciences 135 (881):  462–491, ISSN 0080-4649, doi:10.1098/rspb.1948.0024, <http://www.jstor.org/stable/82558>.
- Gold, T. (1948), "Hearing. II. The Physical Basis of the Action of the Cochlea", Proceedings of the Royal Society, Series B, Biological Sciences 135 (881):  492–498, ISSN 0080-4649, doi:10.1098/rspb.1948.0025, <http://www.jstor.org/stable/82559>.
- Bondi, H. & Gold, T. (1948), "The Steady-State Theory of the Expanding Universe", Monthly Notices of the Royal Astronomical Society 108:  252–270, ISSN 1365-2966, <http://adsabs.harvard.edu/full/1948MNRAS.108..252B>.
- Gold, T. (1955), "Instability of the Earth's Axis of Rotation", Nature 175 (4456):  526–529, ISSN 0028-0836, DOI 10.1038/175526a0.
- Gold, T. (1959), "Motions in the Magnetosphere of the Earth", Journal of Geophysical Research 64 (9):  1219–1224, ISSN 0148-0227, DOI 10.1029/JZ064i009p01219.
- Gold, T. & Hoyle, F. (1960), "On the origin of solar flares", Monthly Notices of the Royal Astronomical Society 120:  89–105, ISSN 1365-2966, <http://adsabs.harvard.edu/full/1960MNRAS.120...89G>.
- Gold, T. (1962), "The Arrow of Time", American Journal of Physics 30 (6):  403–410, ISSN 0002-9505, DOI 10.1119/1.1942052.
- Gold, T. (1969), "Rotating neutron stars and the nature of pulsars", Nature 221 (5175):  25–27, ISSN 0028-0836, DOI 10.1038/221025a0.
- Gold, T. (1971), "The Nature of the Lunar Surface: Recent Evidence", Proceedings of the American Philosophical Society 115 (2):  74–82, ISSN 0003-049X.
- Gold, T. (1979), "Terrestrial sources of carbon and earthquake outgassing", Journal of Petroleum Geology 1 (3):  3–19, ISSN 0141-6421, DOI 10.1111/j.1747-5457.1979.tb00616.x.
- Gold, T. & Soter, S. (1980), "The deep earth gas hypothesis", Scientific American 242 (6):  155–161, ISSN 0036-8733.
- Gold, T. & Soter, S. (1982), "Abiogenic methane and the origin of petroleum", Energy Exploration & Exploitation 1 (2):  89–104, ISSN 0144-5987.
- Gold, T. (1992), "The Deep, Hot Biosphere", Proceedings of the National Academy of Sciences 89 (13):  6045–6049, ISSN 1091-6490, doi:10.1073/pnas.89.13.6045, <http://www.pnas.org/content/89/13/6045.full.pdf+html>.
- Gold, T. (1999), The Deep Hot Biosphere, New York: Springer, ISBN 0-387-98546-8.
- Thomas Gold - Professional Papers (angol nyelven)